# Ламах Валерій Павлович
Ла́мах Вале́рій Па́влович (6 березня 1925, Лебедин — 25 травня 1978, Київ) — український радянський художник, представник покоління шістдесятників і мистецтва андеграунду; член Спілки радянських художників України з 1956 року. Чоловік художниці тканин Аліни Ламах, батько художниці Людмили Ламах.

## Біографія
Народився 6 березня 1925 року в місті Лебедині (нині Сумська область, Україна). 1939 року поступив у Ворошиловградське художнє училище. Під час німецько-радянської війни був вивезений на примусові роботи до Німеччини. Після повернення продовжив навчання в училищі, яке закінчив 1948 року. У 1948—1954 роках навчався на факультеті графіки у Київському художньому інституті, був учнем Василя Касіяна, Федора Самусєва. Дипломна робота — плакат «Вітчизну славимо трудом своїм».
Протягом 1956—1960 років працював старшим редактором у Державному видавництві образотворчого мистецтва і музичної літератури УРСР; у 1961—1964 роках — редактором плаката у тому ж видавництві, яке вже називалося видавництвом «Мистецтво». Вів активну громадську діяльність — був членом правління Спілки радянських художників України, головою республіканської ради з монументального мистецтва при Художньому фонді України, членом бюро секції монументально-декоративного мистецтва Київської організації Спілки художників України, головою республіканської та членом всесоюзної комісій з монументального мистецтва.
З 1974 року — доцент кафедри оздоблення книг в Київському вечірньому факультеті Львівського поліграфічного інституту імені Івана Федорова, викладач малюнку, живопису, композиції. Мешкав у Києві, в будинку на Русанівській набережній, № 16, квартира № 85. Помер у Києві 25 травня 1978 року.

## Творчість
Працював у галузі плаката та монументально-декоративного мистецтва (створював панно, мозаїки). Серед робіт:
плакати
- «Високі врожаї — країни сила, слава людям, що їх зростили» (1951);
- «Дамо країні більше цукрових буряків!» (1953)[1];
- «Вітчизну славимо трудом своїм» (1954);
- «Під керівництвом КПРС» (1957);
- «Слава радянським шахтарям!» (1957);
- «Молодь! Зустрінемо наш фестиваль новими трудовими перемогами! Мир! Праця! Щастя!» (1957)[2];
- «На славній орбіті наука радянська, наука достойна народу-творця!» (1963).

монументальні роботи
- панно «Дружба народів» в аванзалі Головного павільйону Виставки передового досвіду в народному господарстві УРСР (1958, у співавтортві з Іваном Литовченком, Іваном Скобалом, Іваном Тихим);
- мозаїки в інтер'єрі Київського річкового вокзалу (1961, у співавторстві з Ернестом Котковим та Іваном Литовченком);
- оформлення інтер'єрів та фасаду головного корпусу Інституту фізіології рослин і генетики АН УРСР у Києві (1962, у співавтортві з Ернестом Котковим та Іваном Литовченком)[1];
- оформлення двох залів ресторану «Метро» на вулиці Хрещатику (1963, у співавтортві з Ернестом Котковим)[1];
- мозаїки в інтер'єрі аеровокзалу аеропорту «Бориспіль», зокрема «Ікар» у залі очікування та «Мир, труд, щастя» у вестибюлі (1964—1965, у співавторстві з Ернестом Котковим та Іваном Литовченком);
- оформлення інтер'єрів та екстер'єру (фриз на цокольному поверсі, панно «Поезія», мозаїки «Земля» і «Космос»[3]) Палацу культури «Іскра» Заводу важкого машинобудування у Жданові (1966, у співавторстві з Ернестом Котковим та Іваном Литовченком)[1];
- оформлення інтер'єрів та екстер'єру питної галереї джерела мінеральної води № 4 в Єсентуках (1967, у співавторстві з Ернестом Котковим)[1];
- мозаїка «Симфонія праці» на фасаді житлового будинку по проспекту Перемоги, № 21 у Києві (1968, у співавторстві з Ернестом Котковим)[1];
- мозаїчні панно «До сонця» на передній стінці сценічної коробки і «Життя» у фойє другого поверху, декоративна плита біля фонтанів у Палаці культури хіміків у Дніпродзержинську, а також мозаїка «Фігуристки» на торцевій стіні прилеглого кафе (1968—1970)[1];
- оформлення інтер'єрів будівель Хімкомбінату у Тамбові: смальтові мозаїки «В ім'я життя» у конференц-залі, «Літо» у харчоблоці; латунні карбовані панно «Космос» і «Мистецтво»; вітраж «Будівельники радянського суспільства» на сходовій клітці палацу культури[4] (1972—1973)[1];
- мозаїчне панно «Місто сонця» у вібраційному цеху заводу залізобетонних конструкцій у Києві (1973)[5];
- смальтові мозаїчні панно на будівлях Тернопільського бавовняного комбінату (1974—1975)[1].

Брав участь у республіканських виставках з 1952 року, всесоюзних — з 1957 року.

## У кіно
2013 року вийшов документальний фільм «Валерій Ламах. Коло життя» режисера Анатолія Сирих.